# Татарско-Дюм-Дюмское сельское поселение
Татарско-Дюм-Дюмское се́льское поселе́ние — муниципальное образование в Елабужском районе Татарстана Российской Федерации.
Административный центр — село Татарский Дюм-Дюм.

## История
Татарско-Дюм-Дюмское сельское поселение расположено в Елабужском муниципальном районе Республики Татарстан. Происхождение с.Татарский Дюм-Дюм приходится на время правления Ивана Грозного (1551г). До Октябрьской революции 1917 года в селе проживали разные слои населения. Занимались в основном животноводством и растениеводством. 
В 1929 году образовался первый колхоз - " Яшь Куч".В 1969 году д. Татарский Дюм-Дюм, д.Айталан, и с.Большое Елово были объединены в колхоз " Красный Луч", и только в 1985 году " Яшь Куч" вернул свое былое название, которое сохраняет и до сих пор.
В настоящее время Татарско-Дюм-Дюмское сельское поселение объединяет 2 населенных пункта: с. ТатарскийДюм-Дюм и д.Айталан. Территория поселения охватывает 3361,5 га. В селе 101 дом с численностью населения 268 человек. 22 октября 2005 года Главой Татарско-Дюм-Дюмского сельского поселения избран коренной житель села Бадрутдинов Рафаиль Нуруллович. На территории поселения осуществляет свою трудовую деятельность ООО АФ Яшь Куч, директором которого является Хадиуллина Рузила Мирсаетовна. Сельское хозяйство ориентировано на отрасли животноводства и растениеводства.
В селе имеется библиотека, ФАП, детский сад, участковый пункт полиции, сельский дом культуры и школа.
В 3-х км. от с.Татарский Дюм-Дюм протекает река Вятка, до которой ведет дорога щебеночного покрытия. Поселение находится в 60-ти км. от г.Елабуги. Село газифицировано, дорога до населенных пунктов асфальтирована.
Статус и границы сельского поселения установлены Законом Республики Татарстан от 31 января 2005 года № 22-ЗРТ «Об установлении границ территорий и статусе муниципального образования "Елабужский муниципальный район" и муниципальных образований в его составе».

## Население
| 2010 | 2011 | 2012 | 2013 | 2014 | 2015 | 2016 |
| ---- | ---- | ---- | ---- | ---- | ---- | ---- |
| 297  | →297 | ↘281 | ↘279 | ↘276 | ↘273 | ↗276 |
| 2017 | 2018 |      |      |      |      |      |
| ↘267 | ↘260 |      |      |      |      |      |

## Состав сельского поселения
| № | Населённый пункт  | Тип населённого пункта       | Население |
| - | ----------------- | ---------------------------- | --------- |
| 1 | Айталан           | деревня                      |           |
| 2 | Татарский Дюм-Дюм | село, административный центр |           |